# Raquel García-Tomás
Raquel García-Tomás (Barcelona, 1984) és una compositora catalana especialitzada en creació interdisciplinària. Es va doctorar al Royal College of Music de Londres. El 2020 va guanyar el Premio Nacional de música, en la modalitat de composició, que concedeix el Ministeri d'Educació, Cultura i Esports. Amb l’obra Alexina B., s’ha convertit en la segona compositora a estrenar una òpera en el Gran Teatre del Liceu i la primera del segle XXI.

## Biografia
Va néixer en un barri barcelonès del Maresme, en una família sense antecedents musicals i amb una situació econòmica precària. Els seus inicis amb la música van ser al col·legi i a casa amb un teclat electrònic on improvisava melodies. A deu anys va començar a estudiar piano quan la seva professora del col·legi, titulada superior de conservatori, va obrir una escola de música al barri. Va seguir els seus estudis de piano fent el grau mitjà al conservatori i va cursar el batxillerat artístic a l’Institut Pau Gargallo de Badalona. En arribar l’etapa universitària, va ingressar a Belles Arts tot i que tenia un major interès per l’estudi del piano. A dinou anys, va sofrir una tendinitis, que li va impedir continuar practicant l’instrument i va entrar a l’Escola Superior de Música de Catalunya en l’especialitat de composició. El 2010, es va graduar a l'ESMUC i va entrar al Royal College of Music de Londres on gràcies a beques de la Generalitat de Catalunya i de Caja Madrid va poder realitzar el màster. Després de sis anys a Londres, va finalitzar els estudis amb un doctorat sobre creació multidisciplinària que relacionava la seva antiga dedicació a les belles arts amb la música.

## Trajectòria
Va estrenar la seva primera composició Canción al alba, un quartet de corda, el 2008 mentre estudiava l'especialitat de composició musical a l’ESMUC, i el 2010, amb el treball de fi de carrera a Barcelona, que es tractava d’una òpera, va començar la seva creació multidisciplinària i el seu inici en el món de l’òpera.
A partir del 2010, ha tingut l’oportunitat de treballar fent òpera, teatre, instal·lacions, música instrumental, electroacústica, i ha col·laborat amb institucions prestigioses com l’English National Ballet i la Royal Academy of Arts. Ha col·laborat com a compositora i videocreadora amb el director d'escena berlinès Matthias Rebstock en la creació de Büro für postidentisches Leben, estrenada al Festival Grec i a la Neuköllner Oper de Berlín.
Ha estat compositora convidada del cicle de música contemporània Sampler Sèries de L'Auditori de Barcelona la temprada 2015-2016, amb l'obra Blind Contours no. 1, amb la interpretació de l'Oslo Sinfonietta. Altres formacions de les quals ha rebut encàrrecs o amb les quals ha col·laborat són, entre d'altres, Phace Ensemble, Ensemble Contemporáneo Orquesta de Cadaqués, Orquesta Sinfónica de Madrid, Càmera Musicae, Experimental Funktion, CrossingLines Ensemble, Ensemble Sonido Extremo, Cosmos Quartet, Barcelona Clarinet Players, Barcelona Reed Quintet, BCN 216 i PluralEnsemble.
Pel que fa a l’òpera, en 2013, va col·laborar en la creació de l’òpera de cambra Dido Reloaded junt amb Xavier Bonfill, Joan Magrané i Octavi Rumbau, produïda per Òpera de Butxaca i Nova Creació, amb dramaturgia de Cristina Cordero i direcció escènica de Jordi Pérez Solé, que es va estrenar en octubre de 2013 a la Real Academia de Medicina de barcelona i en la sala Berlanga de Madrid. Després de l’estrena, el mateix equip va continuar el projecte amb l’obra Go, Aeneas, Go!, que es va estrenar a maig de 2014 en la Russisches Haus der Wissenschaft und Kultur de Berlín després d’haver obtingut el primer premi del Berliner Opernpreis 14 organitzat per la Neukölner Oper i GASAG per recolçar a creadors emergents.
En 2015, Raquel García-Tomás i Joan Magrané van crear l’òpera ambientada en Barcelona, disPLACE, que es va representar al Festival MusikTheaterTage Wien, al Centre Santa Mónica de Barcelona i als Teatros del Canal de Madrid en coproducció amb el Teatre Real.
El 14 de febrer de 2018, el Teatre Nacional de Catalunya, va estrenar Balena Blava, amb música de Raquel García-Tomás i text de Victoria Szpunberg, obra de vint minuts de duració inspirada en La consagració de la primavera, d’Ígor Stravinski. Balena Blava és un monodrama que narra la història en forma de monòleg de la directora d’un institut a punt de jubilar-se. La directora fa una sèrie de preguntes existencials provocades pels rumors que un dels seus alumnes està participant en el joc de la Balena Blava. La inspiració amb La consagració de la primavera es troba perquè a partir de la idea de sacrifici de la Rússia pagana de Stravinski, el joc de la Balena Blava en l’actualitat és també un exemple de sacrifici perquè qui guanya és qui mor. A l’obra, es troben motius musicals de la Consagració inclosos en el discurs musical de l’orquestra. L’esdeveniment va comptar amb la participació de l’alumnat de l’Escola Superior de Música de Catalunya (ESMUC) i de l’actriu Marta Angelat. Aquest mateix any, es va estrenar al Teatre Real de Madrid, al Teatro Español i al Teatre Lliure de Barcelona l’òpera bufa creada junt amb Helena Tornero (llibret) i Marta Pazos (escenografia), Je suis narcissiste. Amb aquesta òpera, Raquel García-Tomás va guanyar el setembre de 2019 el Premi Interdisciplina dels I Premis Alícia de l'Acadèmia Catalana de la Música.
El setembre de 2019 va guanyar el Premi Interdisciplina dels I Premis Alícia de l'Acadèmia Catalana de la Música amb l'òpera amb llibret humorístic d'Helena Tornero Je suis narcissiste, que va estrenar amb èxit al Teatro Español de Madrid. La temporada 2019-2020 va ser compositora resident a Residències Musicals de la Fundació Catalunya – La Pedrera. El 13 de maig de 2022 es va estrenar a l’Auditori una obra simfònica coral, Suite of Myself, basada musicalment en la Passió segons sant Joan de Bach i literàriament en poemes de Walt Whitman.
Al llarg de la seva carrera, la seva música ha estat interpretada a sales com L'Auditori, el Palau de la Música Catalana, el Teatre Lliure, el Teatre Nacional de Catalunya, el Palau de la Música de València, l'Auditori de Saragossa, el Teatro Español, els Teatros del Canal, La Casa Encendida o l'Auditorio 400 del Museo Nacional Centro de Arte Reina Sofía. En l'àmbit internacional, les seves obres s'han interpretat a Berlín, Dresden, Karlsruhe, Stuttgart, Amsterdam, Luxemburg, Budapest, Viena, Orleans, Lió, Basilea, Lausana, Porto, Edimburg, Nagoya, el Caire, Rosario, Buenos Aires i especialment a Londres, on va residir sis anys.
Raquel García-Tomás el 18 de març de 2023 es va convertir en la segona dona que va estrenar una òpera al Gran Teatre del Liceu, la primera catalana després que el 1974 la valenciana Matilde Salvador va estrenar-hi Vinatea. L'obra, Alexina B., amb llibret d'Irène Gayraud, direcció escènica de Marta Pazos i direcció musical d'Ernest Martínez Izquierdo, era també la primera òpera protagonitzada per un personatge intersexe.

## Premis i reconeixements
→ 2017. Va ser reconeguda amb el premi El Ojo Crítico de Ràdio Nacional d'Espanya, RNE de Música Clàssica, segons va destacar el jurat per l'originalitat dels seus plantejaments i l'ús i combinació del llenguatge compositiu.
→ 2019. Al setembre, l'òpera bufa Je suis narcissiste, una producció d’Òpera de Butxaca i Nova Creació, Teatre Lliure, Teatro Español i Teatro Real, va guanyar el Premi Interdisciplinari, dels primers Premis Alícia amb els quals l'Acadèmia Catalana de la Música pretén projectar i promocionar de manera transversal els valors artístics, culturals, socials i educatius de la música.
→ 2020: Je suis narcissiste va ser finalista de la categoria de Millor espectacle musical o líric a la XXIII edició dels Premis Max de les arts escèniques. En aquests mateixos premis, García-Tomás va ser finalista de la categoria Millor Composició musical per espectacle escènic i Pier Paolo Álvaro també va ser finalista de la categoria millor disseny de vestuari per la mateixa òpera.
→ 2020. Al febrer, es va publicar la llista de finalistes dels International Opera Awards en la qual estava inclòs en la categoria Millor Estrena Absoluta el de Je suis narcissiste al Teatro Real (Madrid). Aquests premis que va crear en 2012 la revista britànica Opera amb l'objectiu de guardonar anualment als millors en el món de la lírica són considerats els Oscars del món de l'òpera.
→ 2020. El 14 d'octubre, es va proposar la concessió a García-Tomás del Premi Nacional de Música, que atorga anualment el Ministeri de Cultura i Esport, en la modalitat de Composició. El premi, a causa de la pandèmia de la covid-19, no li va ser entregat fins al 12 de juliol de 2022, en un acte presidit pels Reis d'Espanya al Claustre del Museu del Prado en el qual es van lliurar els guardons a tots els premiats.
→ 2024. El 30 de maig, li van concedir el Premi Nacional de Cultura que atorga el Consell Nacional de la Cultura i de les Arts. El jurat va destacar "l'excel·lència en la composició musical amb una veu pròpia, fruit d'una sòlida formació i l'aptitud per a la innovació contemporània que li permeten assolir l'equilibri entre l'experimentació amb el so i els recursos visuals sense perdre la capacitat d'emocionar un públic ampli".

## Catàleg d'obres
| Any de creació | Obra                                           | Tipus d'obra                                                                          | Plantilla | Estrena |
| -------------- | ---------------------------------------------- | ------------------------------------------------------------------------------------- | --- | --- |
| 2008           | Canción al alba                                | Quartet de corda                                                                      | 2 violins, 1 viola i 1 violoncel | 26 de febrer de 2008, Auditori de Barcelona |
| 2008           | Love Song For Two Cars                         | Ensemble de Saxòfons                                                                  | 3 Sopranos, 3 Altos, 3 Tenors, 2 Barítons i 1 Baix | 15 de maig de 2011, Palau de la Música Catalana per l'ESMuC Sax Ensemble                                                                         |
| 2008           | Tercer manuscrito eufónico                     | Instrumental i electroacústica                                                        | Clarinet i cinta | 27 de març de 2008, Auditori de Barcelona, Cicle de concerts "Joves intèrprets de Catalunya" durant la temporada 2007/2008 per Víctor de la Rosa |
| 2009-2010      | LSP 3.1 ["La serva padrona" rifatta]           | Òpera                                                                                 | Mezzo-soprano, cantant Jazz i quintet (flauta, clarinet i clarinet baix, piano, violí i violoncel | 15 de maig de 2010, Auditori Eduard Toldrà, CMMB, Barcelona, al cicle de concerts "Dissabte Concert"                                             |
| 2011           | Añil (from "Mediterranean Reminiscences")      | Ensemble                                                                              | Sextet de flauta alta, clarinet, guitarra, piano, violí i violoncel | 19 d'octubre de 2011, Auditori de Barcelona, Sala 2 - Oriol Martorell per Ensemble BCN216 i dirigida per Yasukai Itakura                         |
| 2011-2012      | Tangible                                       | Instrumental i electroacústica                                                        | Piano | 20 de febrer de 2012, Staatliche Hochschule Für Musik und Darstellende Kunst Stuttgart per Mireia Vendrell                                       |
| 2012           | Tangible [versión 8 canales]                   | Electroacústica                                                                       | Cinta de 8 canals | 10 de març de 2013, La Casa Encendida, Patio (Madrid). Festival SON, 3.                                                                          |
| 2012           | aequae                                         | Ensemble, sextet de cambra                                                            | Flauta (piccolo i flauta alta), clarinet (en Sib i baix), saxòfon (soprano i alto), trombó, percussió i piano | 6 d'agost de 2012, Ateneu de Barcelona amb l'Ensemble CrossingLines.                                                                             |
| 2012-2013      | Not Wanting to Say Anything About John         | Ensemble, electroacústica i vídeo                                                     | Piccolo, flauta alta, corn anglès, clarinet baix, 4 percussionistes, piano, 2 violins, viola, contrabaix | 21 de febrer de 2013, Amaryllis Fleming Concert Hall (Londres). Estrenada per Variable Geometry Ensemble                                         |
| 2013           | Wondijna                                       | Instrumental, electrònica, vídeo i dansa                                              | Clarinet baix, electrònica i vídeo en directe i ballarina | 21 de juny de 2013 al Royal College of Music. Recital Hall (Londres, Regne Unit).                                                                |
| 2013           | Dido reloaded                                  | Òpera col·lectiva (Raquel García-Tomás, Octavi Rumbau, Xavier Bonfill i Joan Magrané) | Soprano, mezzo-soprano, clarinet i clarinet baix, i violoncel Libretto: Cristina Cordero en honor a “Dido i Æneas de Nahum Tate                                                                                       | |
| 2014           | Go, ÆNEAS, go!                                 | Òpera col·lectiva (Raquel García-Tomás, Octavi Rumbau i Xavier Bonfill)               | Tenor, mezzo-soprano, clarinet i clarinet baix, i cello Libretto: Spin Off col·lectiu, basat en una idea original de Cristina Cordero                                                                                 | |
| 2014           | Alice adventures in wonderland                 | Instrumental, electroacústica i vídeo                                                 | Piano, electrònica i vídeo | 8 de novembre de 2015 a Montehermoso Kulturunea (Vitoria - Gasteiz, Álava) dins el Festival Bernaola.                                            |
| 2015           | disPlaCE                                       | Òpera (1a Joan Magrané - 2a part Raquel García-Tomás)                                 | Soprano, baríton, viola, cello i electrònica Libretto: Helena Tornero | 1 de setembre de 2015 dins del Festival MusikTheaterTage Wien, produïda amb conjucció amb Òpera de Butxaca i Nova Creació de Barcelona.          |
| 2015           | Glitched acquisitions                          | Concert audiovisual                                                                   | Electrònica en directe i clarinet | 27 d'abril de 2015 a El Hanager Theatre (El Cairo, Egipto) durant el Cairo Contemporary Music Days 2015                                          |
| 2015           | Così mostrate a lei i vivi ardori miei         | Quartet de corda                                                                      | 2 violins, viola i violoncel | Estrenat al 2015 per Musica QuLacoza en Studio Haru, Nagoya i revistat posteriorment al 2018                                                     |
| 2016           | Blind Contours no. 1                           | Obra multidisciplinària                                                               | Conjunt de 16 músics, electrònica pregravada i vídeo | 21 de maig de 2016, Auditori de Barcelona, Oslo Sinfonietta                                                                                      |
| 2016           | Liquid: speeches                               | Instal·lació audiovisual                                                              | 5 canals | 10 d’abril de 2016 a L’Auditori (Barcelona) dins el Festival Ultima a Barcelona, organitzar per l’Auditori                                       |
| 2018           | Look sweetie I found my old projector ensemble | Ensemble i electroacústica                                                            | Septet amb electrònica i vídeo | 9 de novembre de 2019 a l’Auditorio de la Torre Siglo XXI a Badajoz al XI Cicle de Música de Música Actual                                       |
| 2018           | Tiempo suspendido Estudio sonomecánico no 1    | Ensemble i electroacústica                                                            | Septet amb electrònica i vídeo | Festival ENSEMS al Palau de la Música de València al 2018                                                                                        |
| 2018           | Balena blava                                   | Monodrama                                                                             | Cor de veus masculines, percussió, corda, elecrònica i actriu | Estrenada el 14 d’abril de 2018 al Teatre Nacional de Catalunya (TNC), Sala Gran (Barcelona).                                                    |
| 2018-2019      | Je suis narcissiste                            | Òpera amb electroacústica                                                             | 2 sopranos, tenor, baríton, sinfonietta i electrònica Libretto: Helena Tornero | Estrenada al Teatro Español (Madrid), durant la temporada del Teatro REal (Madrid). També va ser interpretada al Teatre Lliure de Barcelona.     |
| 2020           | Sonic Canvas                                   | Orquestra simfònica i vídeo en directe                                                | | 18 de gener de 2021 a l'Auditorio Nacional de Música de Madrid per la Jove Orquestra Nacional d'Espanya (JONDE)                                  |
| 2020-2021      | Suite of Myself                                | Obra simfònica.coral                                                                  | 2 Flautes, 2 Oboès, 2 Clarinets en Bb, 2 Fagots, 4 Trompes en Fa, 3 Trompetes en Do, 2 Trombons, 1 Trombó Baix, Timpans, Percussió 1: Vibràfon, Percussió 2: Marimba, Tubular Bells & Triangu Harpa, Celesta i Cordes | 13 de maig de 2022 a L’Auditori de Barcelona amb l'OBC i El Cor Canta.                                                                           |
| 2021           | Blind Contours no. 2                           | Orquestra simfònica                                                                   | | Estrenada el 18 d’octubre del 2022 al Centre Cultural Miguel Delibes (Valladolid) per la Jove Orquestra Nacional d'Espanya (JONDE).              |
| 2022           | Alexina B                                      | Òpera i electroacústica                                                               | 5 cantants, cor de noies, sinfonietta i música electrònica Libretto: Irène Gayraud | 18 de març del 2023, durant la temporada del Gran teatre del Liceu.                                                                              |